# Syryjska Partia Socjal-Nacjonalistyczna

Flaga partii

Syryjska Partia Socjal-Nacjonalistyczna (arab. القومي الاجتماعي, al-Hizb as-Sūrī al-Qawmī al-Ijtimā’ī) – partia polityczna działająca w Libanie i Syrii.

## Historia
Początkowo działała pod nazwą Syryjska Partia Narodowa, została założona przez Antuna Sa’ada w 1932 roku. Sa’ada pełnił funkcję przywódcy partii aż do swojej śmierci w 1949 roku. Pod przewodnictwem Sa'ada partia przyjęła radykalną ideologią opierającą się na sekularyzmie, wzorcach faszystowskich i odwołaniach do Wielkiej Syrii. Wewnątrz partii przyjęto system wodzowski, Sa'ada kierował partią w sposób jednoosobowy i wymagał od działaczy bezwarunkowej lojalności. W partii istniała co prawda Rada Najwyższa jednak stanowiła ona jedynie organ doradczy Sa'ada. W 1934 roku założyciel partii otrzymał tytuł dożywotniego wodza (al-Za’im). 
Miejscem narodzin partii był Liban. Socjal-nacjonaliści wrogo nastawieni byli wobec komunistów, Falangi Libańskiej, Nadżdżady, imigracji żydowskiej, i francuskich władz mandatowych. Sa’ada negujący istnienie odrębnego libańskiego (Libańczycy byli według niego częścią narodu syryjskiego) pozostawał także w konflikcie z rządem Libanu. W lutym 1937 roku bojówki partii starły się z policją w mieście Bikfajja. Wkrótce po incydentach Sa'ada został aresztowany, a następnie udał się na emigrację do Europy i Ameryki Południowej. W efekcie partia uległa marginalizacji, była izolowana i nie odegrała większej roli w walce o niepodległość Libanu i Syrii.
Incydentalne przypadki zaangażowania partii w walkę o niepodległość miejsce miały w 1943 i 1945 roku. W 1943 roku bojówki partii wzięły udział w obronie rządu Libanu przez wojskami francuskimi w regionie Kada Alajh, a w 1945 roku wypędziły garnizon francuski z cytadeli w syryjskiej Hamie.
W marcu 1947 roku Sa'ada powrócił do Libanu. Partia bezskutecznie wystartowała w wyborach w Libanie w maju 1947 roku. Odniosła w nich porażkę i nie zdobyła żadnego mandatu. Sa'ad umocnił władzę nad organizacją i przemianował ją na Syryjską Partię Socjal-Nacjonalistyczną.
W 1948 roku oddział bojowników partii pod wodzą Mustafy Sulejmana walczył między Lod i Ramla w I wojnie izraelsko-arabskiej (przeciw Izraelowi).
Wiosną 1949 roku Foreign and Commonwealth Office szacował liczbę członków partii na około 4000 osób (głównie prawosławni i druzowie).
W marcu 1949 roku w Syrii w następstwie zamachu stanu rządy objął Husni az-Za’im będący niegdyś członkiem Syryjskiej Partii Narodowej. Nie chcąc doprowadzić do podobnego przebiegu zdarzeń w Libanie, zawiązała się tam koalicja przeciwników Syryjskiej Partii Socjal-Nacjonalistycznej. W skład koalicji weszły władze niepodległego Libanu z premierem Rijadem as-Sulhem, Falanga Libańska i Nadżdżada.
W czerwcu 1949 roku rozpoczęła się akcja przeciwko partii Sa'ada: około 2000 aktywistów partii zatrzymanych zostało przez służby porządkowe, a biura organizacji były atakowane przez falangistów. Na przełomie czerwca i lipca 1949 roku doszło do regularnych walk pomiędzy zwaśnionymi stronami. 4 lipca tego samego roku Sa'ada licząc na wsparcie Syrii, proklamował „Pierwszą Socjalną Rewolucję Nacjonalistyczną”. Regionami gdzie rozegrały się najcięższe walki, były tereny przy granicy z Syrią oraz dolina Bekaa. Bojówki Partii Socjal-Nacjonalistycznej zostały rozbite przez libańską armię. Rząd Syrii nie udzielił rebeliantom żadnej pomocy, co więcej, służby aresztowały przebywającego w Syrii Sa'ada i wydały go w ręce Libanu. Sa'ada został skazany w Libanie na karę śmierci i stracony 8 lipca 1949 roku.
Partii udało się uniknąć rozbicia. Nowym liderem formacji został George Abd al-Masih, a partyjną centralę przeniesiono do Damaszku. Od tego czasu partia odpowiedzialna była za mordy polityczne i terroryzm. W sierpniu 1949 roku w trakcie wojskowego puczu Husni az-Za’im został zabity przez aktywistę Partii Socjal-Nacjonalistycznej. W czerwcu 1951 roku aktywiści socjal-nacjonalistyczni zabili z kolei Rijada as-Sulha. 22 kwietnia 1955 roku członek partii zamordował Adnana al-Malkiego będącego działaczem partii Baas i zastępcą szefa sztabu syryjskiej armii. Zabójstwo popularnego działacza ponownie sprowadziło na partię represje. Winą za organizację zamachu obarczony został al-Masih. W 1957 roku polityk został usunięty ze stanowiska lidera partii. Wyrzucenie al-Masiha z partii spowodowało w niej rozłam, około 60% członków opuściło ją.

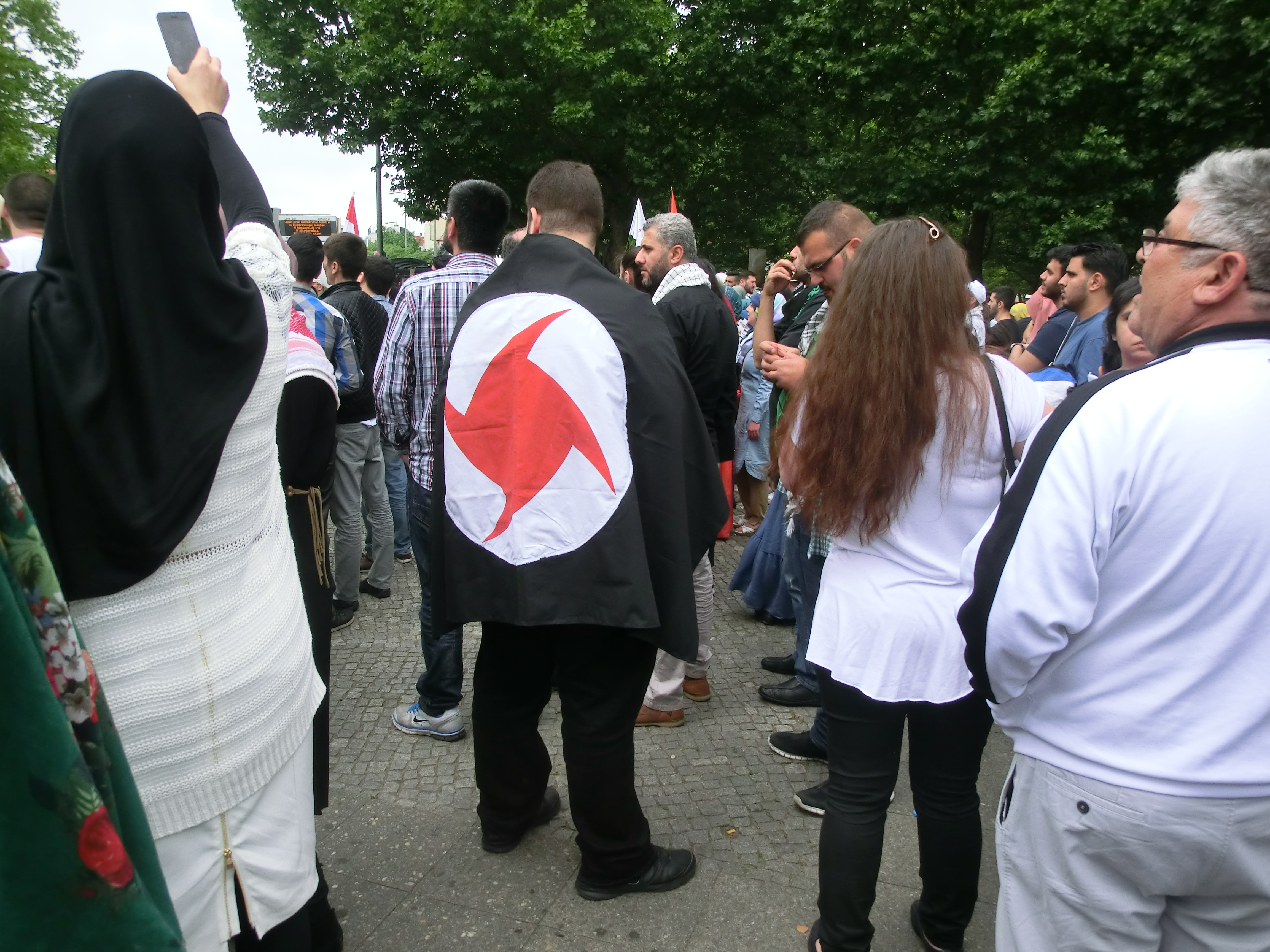
Demonstracja zwolenników partii w 2015 roku

Nowym przywódcą partii został Asad al-Aszkar, który przeniósł siedzibę partii do Libanu. Al-Aszkar zreformował partię i częściowo zrezygnował z faszystowskiej symboliki (odrzucono m.in. salut rzymski). Pod kierownictwem nowego lidera partia za największych przeciwników uznała panarabistów — baasistów i naserystów. Partia potępiła projekt utworzenia Zjednoczonej Republiki Arabskiej, popierając w zamian forsowaną przez Zachód koncepcję Arabskiego Państwa Federalnego (zjednoczenie Iraku i Jordanii), widząc w niej szansę na jedność regionu Żyznego Półksiężyca.
W 1958 roku partia wraz z Falangą Libańską stanęła w obronie prozachodniego rządu Kamila Szamuna przed zagrożeniem ze strony Syrii i lewicy. W czerwcu 1958 roku w Kada Alajh bojówki Partii Socjal-Nacjonalistycznej stoczyły walki z oddziałami Socjalistycznej Partii Postępu. Partia Socjal-Najconalistyczna liczyła wówczas od 25 do 40 tysięcy członków.
W 1960 roku władzę w partii objął Abdullah Sa’ada. Partia poniosła porażkę w wyborach w Libanie, które odbyły się w tym samym roku. Kierownictwo grupy zadecydowało o siłowym przejęciu władzy. 31 grudnia 1961 roku miejsce miał nieudany zamach stanu zorganizowany przez partię. W puczu uczestniczyło zaledwie trzystu bojowników. Rząd wykorzystał nieudany zamach stanu do rozprawienia się z socjal-nacjonalistami. Aresztowanych zostało 5500 członków partii, w tym całe kierownictwo.
Przebywający w więzieniach socjal-nacjonaliści zetknęli się z doktryną marksizmu, zapoczątkowało to ewolucję partii w stronę lewicy. W 1969 roku odbył się kongres partii, na którym kierownictwo zadecydowało o uznaniu zbieżności między syryjskim i panarabskim nacjonalizmem. Na pierwszy plan wysunięte zostały również postulaty natury socjalnej. Partia przesunęła się z pozycji radykalnie prawicowych na skrajnie lewicowe. Tak radykalna zmiana poglądów wywołało w partii podziały frakcyjne.
W toczonej od 1975 roku wojnie domowej w Libanie partia weszła do lewicowego Libańskiego Ruchu Narodowego (wraz z baasistami, naserystami, komunistami i druzyjskimi socjalistami). Wierne partii bojówki zwalczały prawicowych maronitów. Interwencja syryjska w Libanie z 1976 roku rozbiła jedność partii. Część działaczy pozostała wierna Libańskiemu Ruchowi Narodowi, część natomiast poparła Syryjczyków. Do ponownego zjednoczenia partii doszło w roku 1978. Autorem zjednoczenia partii był Abdullah Sa'ada.
Po rozpoczęciu interwencji Izraela w Libanie w 1982 roku doszło do kolejnego rozłamu w partii. Stronnictwo podzieliło się na prosyryjską Radę Nadzwyczajną i antysyryjską Radę Najwyższą.
W 1987 roku partię opuściła frakcja szyicka, która zgłosiła akces do Hezbollahu.
W trakcie wojny domowej prosyryjskie frakcje partii pełniły funkcję najemników prezydenta Hafiza al-Asada. W 1977 roku aktywiści partii wsparli syryjskie służby w morderstwie Kamala Dżumblatta z Socjalistycznej Partii Postępu. W 1979 roku terroryści przeprowadzili nieudany zamach na maronickiego przywódcę Baszira al-Dżumajjila. Przywódca maronitów zginął w 1982 roku z rąk Habiba Chartouniego będącego aktywistą Partii Socjal-Nacjonalistycznej. W 1990 roku komando zabójców działających na zlecenie partii podjęło się na Cyprze nieudanej próby zabójstwa generała Michela Aouna.
Członkowie partii aktywni byli też w antyizraelskim ruchu oporu. W latach 80. socjal-nacjonaliści przeprowadzili serię zamachów terrorystycznych (w tym samobójczych) na cele Izraela i Armii Południowego Libanu.
Gdy w 1989 roku zawarte zostało porozumienie z Taif, a partia na stałe zadomowiła się w libańskiej polityce. W 1992 roku sześciu członków partii weszło do Zgromadzenia Narodowego. W tym czasie politycy Partii Socjal-Nacjonalistycznej byli również reprezentowani w rządzie Libanu, w którym zajmowali oni stanowisko ministra pracy. W tym czasie partia przyjęła opcję jednoznacznie prosyryjską.
Na początku XXI wieku rząd Syrii zezwolił na działalność partii w tym kraju. W sierpniu 2001 roku odbyło się pierwsze od 1995 roku legalne spotkanie partii w Syrii. W maju 2005 roku Partia Socjal-Nacjonalistyczna została zaproszona do uczestnictwa w koalicji Narodowy Front Postępu zdominowanej przez syryjski oddział partii Baas.
W 2005 roku partia została włączona do libańskiej koalicji Sojusz 8 Marca. W wyborach parlamentarnych w tym samym roku dwóch członków partii weszło do Zgromadzenia Narodowego. Jednocześnie bojówki partii kontynuowały działalność terrorystyczną wymierzoną w między innymi Falangi Libańskie.
W II wojnie libańskiej bojówkarze partii wsparli siły Hezbollahu.
W syryjskiej wojnie domowej ruch poparł prezydenta Baszszara al-Asada. Bojownicy partii wsparli reżim partii Baas w walce z opozycją. W 2016 roku liczbę biorących udział w syryjskim konflikcie socjal-nacjonalistów szacowano na 6-8 tysięcy.
W syryjskich wyborach w 2016 roku partia zdobyła 7 mandatów.

## Ideologia
Pierwotnie był to ruch faszyzujący, który dążył do utworzenia Wielkiej Syrii obejmującej Syrię, Liban, Jordanię, Palestynę, Irak, Kuwejt, Cylicję, półwysep Synaj oraz Cypr.
Nacjonalizm w wydaniu Sa’ada różnił się od faszyzmu w kwestii czynnika narodotwórczego. Według Sa'ada najważniejszym czynnikiem narodotwórczym była nie rasa, lecz środowisko naturalne. Ideologia partii zakładała, że naród syryjski jest wieloetnicznym amalgamatem na bazie jedności geograficznej. Założyciel partii uważał, że możliwa jest asymilacja większości mniejszości narodowych (Kurdów, Czerkiesów i Ormian), wykluczał jednak możliwość włączenia do wspólnoty Żydów.
Sa'ada odrzucał panarabizm. Jego zdaniem Syryjczycy i Arabowie były to dwa odrębne narody. Sa’ada głosił wyższość Syryjczyków nad Arabami, którzy byli według niego wymieszani z ludami negroidalnymi.
Od początku w programie partii pojawiały się wątki świeckości państwa. Ideologia partii zakładała przezwyciężenie podziałów religijnych. Sa'ada głosił teorię o dwóch postaciach islamu — mahometanizmie i chrystianizmie. Przezwyciężenie podziałów wyznaniowych odzwierciedlać miał symbol partii, czyli Al-Zawba'a (Burza). Symbol ten miał według oficjalnej wykładni partii łączyć muzułmański półksiężyc i chrześcijański krzyż. Według krytyków, jest to wersja swastyki. 

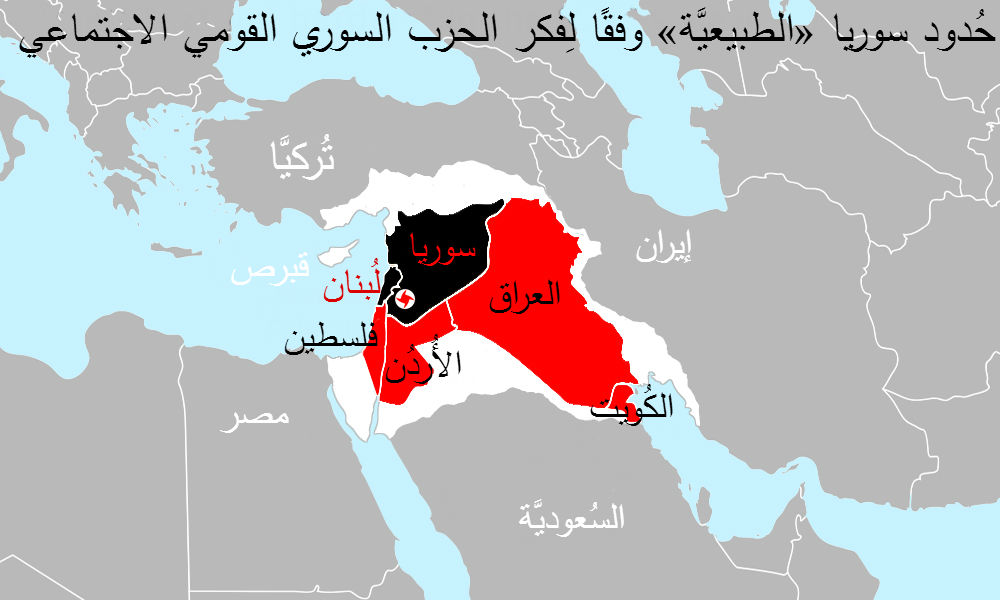
Mapa Wielkiej Syrii w granicach postulowanych przez partię, w tym czerwone i białe obszary

W gospodarce partia przyjęła interwencjonizm. Podkreślano także ochronę praw pracowniczych i jedność wszystkich klas społecznych (tym samym niechęć wobec walki klas).
Reformę partii rozpoczął Asad al-Aszkar, który objął władzę w partii w 1957 roku. Pod jego rządami ruch wyparł się symboliki faszystowskiej. W latach 60. partia zbliżyła się w stronę marksizmu. Na kongresie partii w 1969 roku przesunięto partyjną ideologię ze skrajnie prawicowej na radykalnie lewicową. Uznano również zbieżności pomiędzy nacjonalizmem syryjskim a panarabizmem oraz wysunięto na pierwszy plan postulaty natury socjalnej. Tak radykalne przeorientowanie ideologiczne spowodowało wewnątrz partii podziały frakcyjne.
W latach 90. w partii podjęto nieudaną próbę zreformowania ją w stylu demokratycznym. Reformy nie powiodły się na skutek oporu partyjnych radykałów.
Na początku XXI wieku partia złagodziła nieco swój antysemityzm. Aktywiści partii zaczęli między innymi odróżniać terminy Żyd i syjonista.
Obecnie prezentuje orientację jednoznacznie prosyryjską i proasadowską.

## Literatura
Jarosław Tomasiewicz, Naród jako projekt. Wielkosyryjski nacjonalizm narodotwórczy /w:/ Rafał Łętocha (red.): Religia - Polityka - Naród. Studia nad współczesną myślą polityczną. Kraków, Nomos 2010. 978-83-7688-025-9